# Вдовичка акацієва
Вдовичка акацієва (Vidua codringtoni) — вид горобцеподібних птахів родини вдовичкових (Viduidae).

## Поширення
Вид поширений в Танзанії, Замбії, Зімбабве, Малаві і Мозамбіку. Живе у саванах із заростями чагарників, галерейних лісах та лісах міомбо.

## Опис
Дрібний птах, завдовжки 10–11 см, вагою 11-15 г. Це стрункий на вигляд птах, із закругленою головою, міцним і конічним дзьобом, загостреними крилами та хвостом з квадратним закінченням. Самці повністю глянцево чорні з синювато-зеленкуватим металічним відблиском, лише махові пера темно-коричневі. По боках тіла є біла пляма, яку видно лише, коли птах розправляє крила. У самиць верхня частина тіла коричнева (темніше на крилах та хвості), а груди і черево сіруваті. На голові проходить темно-коричнева смуга, а над очима сіруваті брови. В обох статей дзьоб сірувато-білий, а очі темно-карі. Ноги рожевого кольору.

## Спосіб життя
Поза сезоном розмноження трапляється у змішаних зграях з астрильдовими і ткачиковими. Живиться насінням трав, яке збирає на землі. Рідше поїдає ягоди, дрібні плоди, квіти, комах.

## Розмноження
Сезон розмноження збігається з завершальною фазою сезону дощів, що триває з січня по червень. Гніздовий паразит. Підкидає свої яйця у гнізда астрильдів Hypargos niveoguttatus. За сезон самиці відкладають 2-4 яйця. Пташенята вилуплюються приблизно через два тижні після відкладення: вони народжуються сліпими і немічними. Вони мають мітки на сторонах рота і горла, ідентичні тим, як у пташенят астрильдів, внаслідок чого їх не можна відрізнити. Пташенята ростуть разом з пташенятами прийомних птахів, слідуючи їхньому циклу росту. Вони залишають гніздо через три тижні після вилуплення, але незалежними стають до півторамісячного віку. Часто ці пташенята залишаються у зграї своїх прийомних батьків.